# Chrysobraya
Chrysobraya es un género con una sola especie de plantas de la familia Brassicaceae. 
Está considerado un sinónimo del género Lepidostemon Hook. f. & Thomson

## Especies seleccionadas
| - Chrysobraya glaricola Hara |